# Pogonortalis uncinata
Pogonortalis uncinata är en tvåvingeart som beskrevs av de Meijere 1911. Pogonortalis uncinata ingår i släktet Pogonortalis och familjen bredmunsflugor. Inga underarter finns listade i Catalogue of Life.